# Жильбер Беко
Жильбе́р Беко́ (фр. Gilbert Bécaud, його справжнє ім"я Франсуа́ Жильбе́р Сії, фр. François Gilbert Silly, 24 жовтня 1927, Тулон — 18 грудня 2001, Париж) — французький співак, композитор, піаніст i актор, відомий під прізвиськом "Містер 100 000 вольтів" через його енергійні виступи. Його найвідомішими хітами є "Nathalie" та "Et maintenant", реліз 1961 року, який став англомовним хітом "What Now My Love".

## Біографія
Народився на узбережжі Середземного моря у Тулоні 24 жовтня 1927 року. Його батько залишив сім'ю, не оформивши розірвання шлюбу, коли Франсуа був ще зовсім маленьким. Через це мати співака, яку всі називали Маміко, не змогла оформити шлюб зі своїм новим супутником, Луї Беко, якого Франсуа, його брат Жан та сестра Одетта вважали батьком з самого раннього дитинства.
Франсуа цікавився музикою з юних років, зокрема цікавився грою на фортепіано, на якому достатньо швидко навчився майстерно грати. У дев'ять років він вступив до консерваторії Ніцци, де залишався до того часу, коли родина залишила Тулон під час війни в 1942 році. Мати Франсуа прагнула дати всі шанси своєму синові аби він займався мистецтвом в найкращих умовах. У 1943 сім'я перебирається в Альбервілль (в Савуа) під впливом Жана, старшого брата. Він був тоді членом Руху Опору у Веркорі, і майбутній «Мосьє 10 000 вольтів» приєднався до нього через деякий час.
Після завершення війни у віці вісімнадцяти років переїхав до Парижу з прагненням швидко стати популярним. У віці 20 років уклав декілька контрактів у барах та шиночках на виступи піаністом. Почав створювати музику для кінофільмів під прізвиськом Франсуа Беко, взявши прізвище вітчима. Спілка авторів, композиторів та видавців музики (SACEM) вперше реєструє його ім'я у 1947 році. Згодом починає займатися пісенною творчістю, чому сприяла його зустріч з Морісом Відаленом. У 1948 написав декілька пісень для популярної виконавиці Марі Візе, яка познайомила Беко з П'єром Деланое. Відален та Деланоє стають близькими товаришами Беко, вони разом створили багато популярних пісень. У 1950 році завдяки Марі Візе Беко познайомився з Жаком Піллсом, який в той час був надзвичайно популярним співаком. Беко стає його акомпаніатором, разом вони здійснюють декілька тріумфальних гастролей, зокрема до США.
Похований на цвинтарі «Пер-Лашез».